# Jak vytrhnout velrybě stoličku
Jak vytrhnout velrybě stoličku je rodinná televizní komedie, natočená režisérkou Marií Poledňákovou v roce 1977.

## Děj
Film vypráví o náhodném setkání baletky Anny (Jana Preissová) a jejího neposedného syna Vaška (Tomáš Holý) s dávnou Anninou láskou, náčelníkem horské služby a horolezcem Lubošem (František Němec).
Osmiletý Vašek žije sám jen s mámou. Jeho tatínek prý zahynul na Annapurně pod lavinou. Není divu, že Vašek shání náhradního tatínka. A když neprojde školník ani tělocvikář, zkouší to Vašek přes psa. Dokonce pro nového tatínka obaluje i řízky, i když to ještě nikdy nedělal. Má ještě jeden sen: Jet s mámou na hory. Máma je ale baletka a uvolnit ji z divadla není hračka. Nakonec se to ale podaří a odjíždějí do Krkonoš.
A tady se Vašek poprvé postaví na lyže, což samozřejmě skončí nezvladatelnou zběsilou jízdou ze svahu. Dole se u stanice Horské služby doslova srazí přímo s náčelníkem Horské služby Lubošem, ze kterého se vyklube horolezec. V divadle ale dojde ke změně a máma musí odjet. Vašík utíká za Lubošem a přemluví ho, aby si ho nechal na horách, dokud se máma zas nevrátí. Za tu dobu se naučí nejen lyžovat, ale i zjistí, že Luboš byl na Annapurně, stejně jako táta. Večer se Luboš ze zvědavosti vyptává Vaška na podrobnosti o tatínkovi. S Annou se totiž znají. Před léty tu byla na Silvestra. A ze speciální expedice na Annapurnu se tehdy vrátili všichni, nikdo nezůstal pod lavinou. Vychází najevo, že Vašek je Lubošův syn.
Na jaře Luboš přijíždí do Prahy. Ve slabé chvilce řekne Vaškovi, že je jeho táta. Vašek se rozzlobí, že se na něj nepřijel za celých osm let ani podívat. Marně mu maminka vysvětluje, že Luboš nevěděl o tom, že má syna. Nakonec se Vašek s tátou udobří a Vašek se nemůže dočkat letních prázdnin, až s tátou zažije nová dobrodružství...

## Obsazení
| Jana Preissová    | baletka Národního divadla Anna Bendová |
| Tomáš Holý        | Vašek Benda, syn Anny                  |
| František Němec   | náčelník horské služby Luboš Rychman   |
| Vlastimil Harapes | šéf baletu Národního divadla Jindřich  |
| Jana Dítětová     | zdravotní sestra Bendová, matka Anny   |
| Blanka Waleská    | Karla                                  |
| Gabriela Vránová  | Vaškova učitelka                       |
| Petr Kostka       | řidič mlékárenského vozu               |
| Stella Zázvorková | kostymérka                             |
| Mirek Vydlák      | Vaškův spolužák Standa                 |
| Robert Vrchota    | recepční                               |
| Viktor Maurer     | inspicient                             |
| Jaroslav Hovorka  |                                        |
| Marie Marešová    | maskérka Boženka                       |

## Tvůrci a štáb
- Scénář a režie: Marie Poledňáková
- Dramaturg: Jana Dudková
- Kamera: Petr Polák
- Vedoucí produkce: Miloš Stejskal
- Hudba: Václav Zahradník
- Nahrál: Filmový symfonický orchestr (řídil Štěpán Koníček)
- Choreografie a odborný poradce: Miroslav Kůra
- Výtvarník dekorací: Karel Černý
- Výtvarník kostýmů: Svata Sophová
- Kostýmy: Božena Světlá
- Zvuk: Dobroslav Šrámek
- Střih: Miroslav Hájek
- II. režisér: Elmar Kloss ml.
- II. kameraman: Vladimír Smutný
- II. architekt: Jiří Matolín
- Umělecký maskér: Stanislav Petřek
- Výprava: Jiří Rulík
- Skript: Irena Klausová
- Zástupci vedoucího produkce: Jaroslav Kučera, Milan Brabec

Film byl natočen ve spolupráci se souborem baletu Národního divadla Praha a členy Horské služby Špindlerův Mlýn.

## Produkční a technické údaje
- Premiéra: 24. prosinec 1977, I. program Československé televize (od 20:25)
- Výroba: Československá televize Praha, Hlavní redakce dramatického vysílání, © 1977
- Vyrobeno ve: Filmové studio Barrandov
- Zpracovaly: Filmové laboratoře Barrandov
- Barva: barevný
- Jazyk: čeština
- Délka: cca 80 minut
- Formát obrazu: 4:3

## Technické poznámky
- Natáčelo se od 10. ledna do 10. března 1977. Prvními klapkami filmu je Vaškova výuka lyžování, poslední klapky jsou v ateliéru, záběry z divadelní šatny.
- Hotel „Sněhurka“, kde bydlel Vašek s mámou, se ve skutečnosti jmenuje Olympie a objevil se i v jednom z prvních dílů seriálu Pan Tau, ve kterém jede třída na hory.
- Stanice Horské služby, kde sloužil Vaškův táta Luboš, je ve skutečnosti Chata DIAS[1] ve Špindlerově Mlýně v údolí Svatý Petr. Stanice Horské služby zde byla jen ve filmu.
- Dle vyjádření Marie Poledňákové byl film původně plánován jako vážný film o osamělé mámě s osmiletým klukem. Tomáš Holý měl už ve věku osmi let tendenci bavit celý štáb a vymýšlet si vtipné repliky, proto od původního záměru upustila.
- Na konkurz na roli Vaška přišlo asi 160 kluků. Tomáš Holý byl mezi nimi jeden z nejmladších a nejdrobnějších. Marie se bála, že tak malé dítě přestane brzo natáčení bavit a bude konec (nevěděla, že před tím už točil). Proto poslala Tomáše domů. Holý se ale najednou vrátil. Nemluvil, jen posunky naznačil, že si tam zapomněl kulicha. Tak ho zahrnula do užšího výběru kluků pro kamerové zkoušky.
- Rodiče Tomáše Holého se rozvedli a Tomáš i ve skutečnosti žil jen s mámou, přesně jako ve filmu.
- Tomáš Holý byl pověstný svými brepty, například „oženit“ vs. „vdát", „povidla“ vs. „pravidla“. Poledňáková, na rozdíl od jiných režisérů, je záměrně používala do finálního filmu. Holý také nechtěl mluvit tak, jak mu dospělí předepsali, a prakticky všechny jeho role jsou mluvené jeho kouzelnou dětskou hovorovou mluvou, do které si velmi často přidával své vlastní repliky.
- Příběh je inspirován vlastními zážitky rozvedené autorky s jejím vlastním synem Petrem. Když mu bylo osm, začal mámě namlouvat ženichy, mimo to toužil jet v zimě na hory a mít psa, stejně jako jeho bratranec.
- Slavný záběr s puntíkovaným šátkem není nahraný: Nejprve se totiž točily záběry na horách a po návratu přišel jako první na řadu právě tento záběr. Tomáš se na horách doslova zamiloval do svého filmového tatínka Františka Němce. Jak vysvětlit osmiletému klukovi, že má tátu nenávidět? Marie Poledňáková si k Tomášovi sedla a řekla mu, že se ukázalo, že se na něj jeho filmový táta nechce přijít ani podívat. Tomášovi vyhrkly slzy a začal trucovat. V tom okamžiku se rozjela kamera... Tato nálada neopustila Tomáše po celý den. Když později František Němec opravdu přišel a přinesl krabici s autíčky, Tomáš nemusel nic hrát. Svého filmového tatínka jen setřel pohledem a krabici demonstrativně překročil.
- Při schvalovací projekci na podzim 1977 došlo k neobvyklé události: Během zmíněného záběru se šátkem se rozplakala nejobávanější z cenzorů v tehdejší Československé televizi, Milena Balašová. Nakonec to byla ona, kdo zařídil výjimečný vysílací čas na Štědrý den večer, po svátečních zprávách.
- Ve filmu se krátce objeví Stella Zázvorková v roli kostymérky v zákulisí divadla. Záběry z divadelní šatny, postavené v ateliéru, přišly ale na řadu až v závěru natáčení. Mezi tím herečka onemocněla chřipkou, a Marie Poledňáková musela vzniklou situaci rychle řešit, aby zbytečně neblokovala ateliér pro natáčení dalšího filmu. Proto ji pro zbytek filmu nahradila Marie Marešová. V té době už byly hotové ručně malované úvodní a závěrečné titulky filmu a režisérka neměla možnost narychlo je změnit. Proto má Stella Zázvorková svůj vlastní titulek a Marie Marešová, která se objeví ve mnohem více záběrech, ne.
- Při premiéře na Štědrý večer 1977 sledovalo film asi 87 % domácností, které měly televizor. To z něj udělalo jeden z nejsledovanějších pořadů v dějinách televizního vysílání v ČR. Tehdy byly ovšem jen 2 státní kanály. Sledovanost se dodnes pohybuje mezi 1,6 a 2 milióny diváků při každé repríze.